# У Малстремском вртлогу
„У Малстремском вртлогу” (енгл. A Descent into the Maelström) је приповетка америчког писца Едгара Алана Поа, први пут објављена 1841. године. У приповеци, човек прича како је преживео бродолом и вртлог. Груписана је са Поовим причама о рационирању и такође је означена као рани облик научне фантастике.

## Радња
Прича је смештена на Лофотену, а приповеда је старац који открива да само изгледа стар – „Ви мислите да сам ја веома стар”, каже он, „али се варате. Мање од једног дана било је довољно да ми коса, врана као гавраново крило, постане седа, да ми се растроје нерви тако да дрхтим и од најмањег напора, да зазирем и од сенке”. Приповедач, убеђен снагом вирова које види у океану, потом слуша о „старчевом” пецању са његова два брата пре неколико година.
Погођен „најстрашнијим ураганом који је икада сишао са небеса”, њихов брод је ухваћен у вртлог. Један брат је повучен у таласе; други је био избезумљен од ужаса и удавио се кад је брод повучен. У почетку је „старац” видео само ужас, али, у тренутку откровења, видео је да је Малстрем прелепо и страшно створење. Посматрајући како се предмети око њега привлаче и увлаче у њега, закључио је да „што су тела већа, то је њихово спуштање брже” и да се предмети сферног облика најбрже увлаче. За разлику од свог брата, он је напустио брод и држао се за цилиндрично буре све док се неколико сати касније није спасио када је вир привремено утихнуо, а њега су спасили неки рибари. „Старац” је испричао причу приповедачу без икакве наде да ће приповедач поверовати.

## Анализа
Почетак приче је сличан роману Песма о старом морнару Самјуела Тејлора Колриџа: у оба дела, узбуђени старац прича своју причу о бродолому који је преживео. Прича је сензационална, наглашавајући приповедачеве мисли и осећања, посебно његов страх од смрти у вртлогу. Приповедач користи своје вештине расуђивања да би преживео, а прича се сматра једним од Поових раних примера научне фантастике.

### Главне теме
У овој причи налази се неколико често понављаних тема у Поовим делима: резонирање, морска прича и прича унутар приче.

### Алузије
У причи се помиње Јонас Данилсон Рамус, човек из Норвешке који је писао о чувеном вртлогу у Салтстраумену. Уводни епиграф цитиран је из есеја Џозефа Гленвила под називом „Против поверења у филозофију и питања спекулације” (1676), иако је По значајно изменио формулацију.

## Историја објављивања
Прича се први пут појавила у мајском издању часописа Graham's Magazine, објављеном у априлу 1841. године. По је пожурио да заврши причу на време и касније је признао да је закључак био несавршен. Убрзо након што је Поова прича „Убиства у Улици Морг” преведена на француски без имена аутора, француски читаоци су потражили друга Поова дела, од којих је „Малстремски вртлог” био једно од најраније преведених.
Као и за његова друга авантуристичка дела смештена на мору, Авантуре Артура Гордона Пима и Дневник Џулијуса Родмана, читаоци су веровали да је „Малстремски вртлог” истинит. Један одломак је поново штампан у деветом издању Енциклопедије Британике — али је био заснован на одломку који је По преузео из ранијег издања те исте енциклопедије. У јуну 1845. године, приповетка је први пут сакупљена у Поовим Причама.

## Пријем
Убрзо након објављивања, издање листа Daily Chronicle од 28. априла укључивало је напомену „'Малстремски вртлог' Едгара А. Поа, недостојан је пера онога чији таленти му омогућавају шире и већи домет.” Мордекај М. Ноа у Evening Star-у је, међутим, изјавио да прича „делује једнако интересантно заједно са моћним чланком из пишчевог пера у последњем броју, 'Убиства у улици Морг'”. Године 1911, професор Роберт Армистед Стјуарт рекао је да је ова прича „најзанимљивија од три приче о псеудо-науци које демонстрирају Поову чаробњачку моћ” заједно са приповеткама „Рукопис пронађен у боци” и „Изузетна пустоловина извесног Ханса Пфала”.